# Trambaus
Trambaus (en rus: Трамбаус) és un poble de l'óblast de Sakhalín, a l'Extrem Orient de Rússia, que el 2013 tenia 88 habitants. Pertany al districte d'Aleksàndrovsk-Sakhalinski.